# Соловьёв, Василий Тимофеевич
Василий Тимофеевич Соловьёв (04.02.1904 — 03.09.1946) — советский военачальник, участник Боёв на реке Халхин-Гол. и Великой Отечественной войны. Генерал-майор танковых войск (1941).

## Биография
Родился 4 февраля 1904 года в городе Чигирин Чигиринского уезда Киевской губернии Российской империи (ныне город в Черкасском районе Черкасской области, Украина) в семье рабочих. Украинец.
Окончил 4-классную Чигиринскую церковно-приходскую школу (1916) и 2 класса высшего начального училища. До августа 1922 года работал чернорабочим.
Член ВКП(б) с 1927 года.
Образование: Окончил Одесскую артиллерийскую школу (1925), Ленинградскую военную школу связи (1928), ВАММ (1936), ВА имени Ворошилова (1941).

### Служба в армии
В РККА с 10 августа 1922 года. 
С 10 августа 1922 года по 1 октября 1925 года - курсант Одесской артиллерийской школы.
С 1 октября 1925 года - командир взвода отдельного артдивизиона крепости Кушка. С 20 февраля по 5 мая 1926 года - врид командира батареи. С 1 октября 1926 года - помощник командира батареи 38-го отдельного артдивизиона. С 1 февраля 1927 года - начальник связи 38-го отдельного артдивизиона. С 15 октября 1928 года - помощник командира батареи 12-го артиллерийского полка.
С 1 октября 1929 года - начальник командного дивизиона Томской артиллерийской школы. С 1 марта 1931 года - начальник и политрук командного дивизиона Томской артиллерийской школы.
С 25 ноября 1931 года - слушатель факультета механизации и моторизации Военно-технической академии. С мая 1932 года - слушатель Военной академии механизации и моторизации РККА имени И. В. Сталина.
20 декабря 1936 года назначен помощником начальника 1-й (оперативной) части штаба 7-й мотоброневой бригады. 31 декабря 1938 года назначен начальником штаба 8-й мотоброневой бригады 57-го особого корпуса. В этой должности участвовал в боях на реке Халхин-Гол.
С 30 июля 1939 года по июль 1941 года - слушатель Военной академии имени К. Е. Ворошилова .

### В Великую Отечественную войну
Начало Великой Отечественной войны встретил в академии. 8 июля 1941 года назначен начальником штаба 26-го механизированного корпуса.
10.07.1941 года назначен командиром 103-й моторизованной дивизии. 

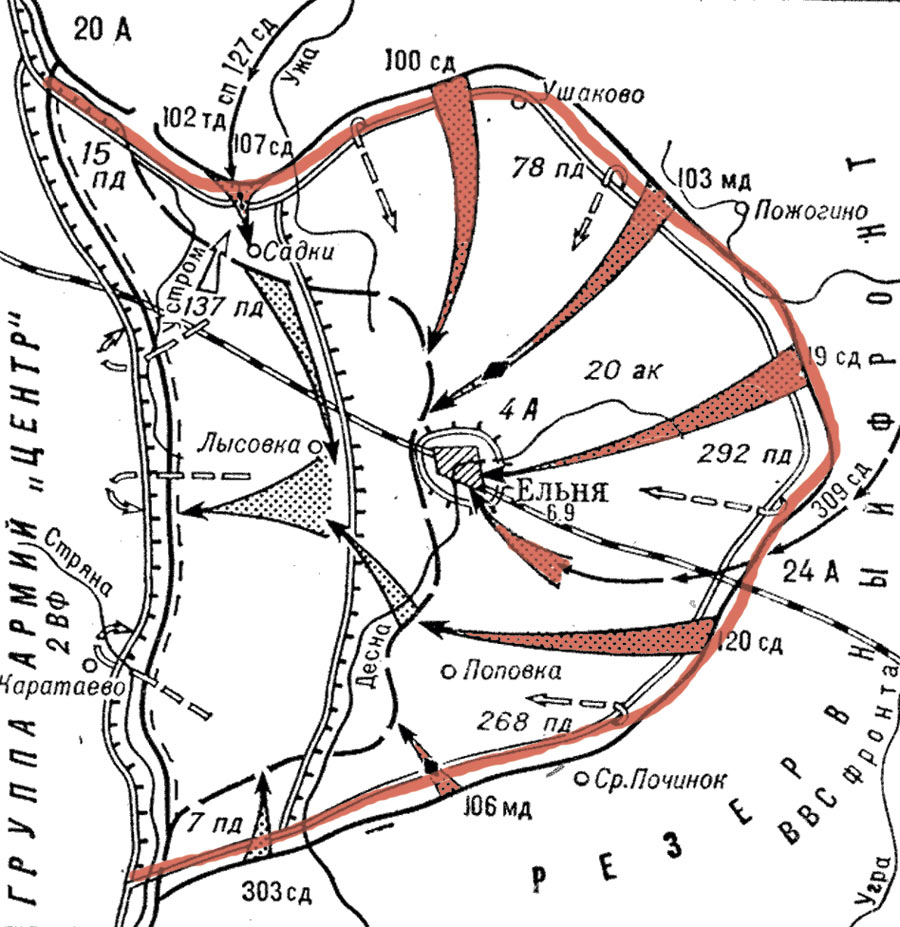
Схема Ельнинской наступательной операции. Дислокация формирований.

C 15 июля дивизия находилась в составе действующей армии. В 20-х числах июля фашистские войска захватили территорию Ельни и близлежащих населённых пунктов, образовав так называемый ельнинский выступ. Отдельные танковые части 103-й мд приняли участие в кровопролитных атаках под Ельней. Остальные части сосредоточились в районе Белый Холм в резерве командарма 24-й армии.
Конец июля и начало августа части 24-й армии вели практически непрекращающиеся атаки на Ельню. 2 августа 103-я мд вместе с другими соединениями начали наступление на Ельню, где против 103-й моторизованной дивизии вело оборону элитное соединение Дивизия «Великая Германия».
3 августа 1941 года генерал армии Г. К. Жуков, недовольный ходом боев в районе Ельни, подписал приказ, которым было велено немедленно вручить командующему 24-й армии генерал-майору К. И. Ракутину и командирам дивизий, в том числе 103-й мд Соловьёву В. Т.:
103 дивизия, имея особо усиленную артиллерийскую поддержку – батарею РС-ов, авиационную поддержку, до сих пор позорно топчется почти на одном месте. Еще раз предупреждаю командование 103 мд о преступном отношении к выполнению боевых приказов и особо предупреждаю, если в течение 4.8 противник не будет разбит и дивизия не выйдет в назначенный район, командование будет арестовано и предано суду Военного трибунала. 103 мд усилить еще одной батареей РС-ов..
103-я моторизованная дивизия Соловьёва предприняла атаку на противника, была встречена сильным огнём и задачу не выполнила. К 25 августа в составе дивизии осталось всего 600 бойцов боевого состава.
11 августа 1941 года подполковник Соловьёв за неумелое руководство дивизией отстранён и назначен на должность командира батальона 102-й танковой дивизии.
29.06.1942 года назначен начальником академических курсов усовершенствования начальствующего состава при Военной академии механизации и моторизации имени И. В. Сталина. 18 марта 1943 года назначен заместителем начальника кафедры службы тыла Военной академии механизации и моторизации имени И. В. Сталина.
В апреле 1943 года назначен начальником штаба Тульского танкового военного лагеря..
Со 2 апреля 1944 года — командующий БТ и МВ 4-го Украинского фронта. В акте начальника управления БТ и МВ Красной армии от 9 августа 1945 года указано, что командующему БТ и МВ 4-го Украинского фронта генерал-лейтенанту т/в Соловьёву Василию Тимофеевичу вручена Медаль «За победу над Германией в Великой Отечественной войне 1941-1945 гг.».
С 13 августа 1945 года - командующий БТ и МВ Одесского военного округа.
Умер 3 сентября 1946 года, от стенокардии (грудной жабы). Похоронен на Втором Христианском кладбище Одессы.

## Воинские звания
- майор (Приказ НКО № 0678 от 1936)[4];
- полковник (Приказ НКО № 0124/п от 1938)[4];
- генерал-майор т/в (Постановление СНК № 1219 от 05.11.1943)[4].

## Награды
- Дважды Орден Красного Знамени (17.11.1939, 03.11.1944)[8][1];
- Орден Суворова II степени (15.12.1943);
- Орден Красной Звезды (15.12.1943)[9];
- Медаль «За победу над Германией в Великой Отечественной войне 1941—1945 гг.»  (31.08.1945)[10];
- Медаль XX лет РККА (1938);
- Орден Красного Знамени (Монголия).

## Память
- На могиле установлен надгробный памятник.
- Имя воина увековечено в Главном Храме Вооружённых сил России, и навсегда запечатлено на мемориале «Дорога памяти»[11]